# One Against One
One Against One è un cortometraggio muto del 1912 diretto da Tony O'Sullivan (Anthony O'Sullivan).

## Produzione
Il film venne prodotto dalla Reliance Film Company

## Distribuzione
Distribuito dalla Film Supply Company, il film - un cortometraggio di una bobina - uscì nelle sale cinematografiche degli Stati Uniti il 21 agosto 1912.